# Walter Lüthi
Walter Lüthi (* 5. Januar 1901 in Günsberg, Kanton Solothurn; † 3. September 1982 in Adelboden) war ein Schweizer evangelischer Pfarrer und Prediger.

## Herkunft
Walter Lüthi, heimatberechtigt im bernischen Lützelflüh, wurde in Günsberg im Kanton Solothurn geboren. In Lüthis Geburtsjahr zog die Familie von Günsberg nach Bettlach. Er hatte vier ältere Geschwister und einen jüngeren Bruder. Sein Vater Jakob Lüthi war Dorfkäser und starb 39-jährig am 9. Januar 1905. Danach musste die Mutter Lina Lüthi, geborene Liechti, die Familie alleine mit ihrer Arbeit als Putzfrau durchbringen. Später war sie wie auch einige ihrer Kinder in der regionalen Uhrenindustrie beschäftigt. Die Familie lebte in dieser Zeit vor allem in Bettlach, einem Nachbarort von Grenchen. Vier Geschwister von Lüthi wanderten nach 1920 in die USA aus.

## Vinelz und Basel
Nach seinem 1921 begonnenen Theologiestudium an der Universität Bern, der Universität Tübingen, der Universität Zürich und der theologischen Fakultät der Waldenserkirche in Rom war Lüthi von 1925 bis 1931 Pfarrer in Vinelz am Bielersee. 1928 heiratete er die Lehrerin Viola Jolanda Brünnich; sie wurden Eltern von sechs Söhnen und einer Tochter. Von 1931 bis zum Frühjahr 1946 war Lüthi Pfarrer an der Oekolampad-Kirche in Basel. Von seiner Familiengeschichte her bewegten ihn schon immer soziale Probleme, die Lage der Arbeiterschaft und die Sorge um den Frieden. Ab 1938 erinnerte er zudem an die schweizerische Mitverantwortung für das Schicksal jüdischer Flüchtlinge.

## Landsgemeinde der Jungen Kirche
Am 30. August 1942 führte die reformierte Jugendorganisation Junge Kirche in Zürich-Oerlikon eine schweizerische Landsgemeinde durch. Am Nachmittag hielt Bundesrat Eduard von Steiger vor den rund 8000 anwesenden Jugendlichen eine Rede, in der er die restriktive Politik der Schweiz gegenüber den jüdischen Flüchtlingen im Zweiten Weltkrieg mit dem berühmt gewordenen Bild des „kleinen Rettungsbootes“ zu rechtfertigen suchte.
Am Vormittag hatte Walter Lüthi seine Antwort an den Bundesrat bereits vorweggenommen. In seiner Ansprache sagte er u. a.: Allein in der Stadt Basel werden laut amtlicher Statistik über dreitausend noch wohlgenährte Hunde gefüttert. Ich mag ihnen ihr Essen wohl gönnen. Aber solange wir in der Schweiz noch bereit sind, unser Brot und unsere Suppe und unsere Fleischration mit vielleicht hunderttausend Hunden zu teilen, und haben gleichzeitig Sorge, einige zehntausend oder auch hunderttausend Flüchtlinge würden für uns nicht mehr tragbar sein, ist das eine Einstellung von hochgradiger Lieblosigkeit.

## Bern: Münsterpfarramt und Kirchenkampf
1946 wurde Lüthi als einer von drei Pfarrern an das Berner Münster berufen.
Während des Kalten Krieges kam es 1950 im sogenannten Berner Kirchenstreit zu einer heftigen Auseinandersetzung zwischen einer Gruppe von Pfarrern um den Theologen Karl Barth, zu der als prominentes Mitglied Walter Lüthi gehörte, und dem späteren Bundesrat Markus Feldmann. 
Lüthi war ein beliebter Redner an evangelischen Kirchentagen in Deutschland, z. B. hielt er 1956 in Frankfurt am Main eine Bibelarbeit zum Thema Die Heimkehr zum Fest und 1959 in München eine weitere zum Thema Gottes Völklein. Er war Mitglied der Redaktionskommission der evangelischen Zeitschrift Leben und Glauben und zusammen mit Eduard Thurneysen Mitherausgeber der Basler Predigten. 
Am 15. September 1968 hielt Lüthi vor zweitausend Menschen im Berner Münster seine Abschiedspredigt.

## Ehrungen
Lüthi erhielt für seine Predigttätigkeit Ehrenpromotionen der Universität Basel und der Universität Edinburgh.

## Erwähnung bei Dürrenmatt
In seinem Kriminalroman Der Richter und sein Henker, der im November 1948 in Bern spielt, erwähnt Friedrich Dürrenmatt auch Lüthi, während er beschreibt, wie der junge Polizist Tschanz vor dem Berner Münster auf Anna, die Braut seines ermordeten Kollegen wartet, die gerade am Gottesdienst im Münster teilnimmt: Immer strahlender wurde der Morgen, ein leuchtender Schild über dem Verhallen der Glocken. Tschanz wartete, bleich im Licht, das an den Mauern prallte, eine Stunde lang. Er ging unruhig in den Lauben vor der Kathedrale auf und ab, sah auch zu den Wasserspeiern hinauf, wilde Fratzen, die auf das Pflaster starrten, das im Sonnenlicht lag. Endlich öffneten sich die Portale. Der Strom der Menschen war gewaltig, Lüthi hatte gepredigt ...

## Zitate
- "Weil Christus für alle gestorben ist, die Menschenantlitz tragen, darum sollen alle Menschen Brüder sein."[2]
- "Macht es uns keinen Eindruck, daß in eben diesem christlichen Abendland der Antisemitismus Orgien feierte wie auf der ganzen Welt nirgends sonst? Hier möchte man am liebsten als Schweizer kein Gedächtnis haben - sind es doch noch nicht 20 Jahre her, daß in unserem Nachbarland 6 Millionen Juden geschlachtet wurden, und die christliche Schweiz hat vor den zu Tode geängsteten Flüchtlingen die Grenzen zugetan."[3]

## Publizierte Predigten
Lüthi publizierte zahlreiche Predigtbände, die meistens mehrere Auflagen erlebten und zum Teil ins Französische, Englische, Dänische, Niederländische, Ungarische, Tschechische, Slowakische, Japanische, Afrikaans und Hindi übersetzt wurden, u. a.:
- Das ewige Jahr. Werktagspredigten. 1937
- Die kommende Kirche. Die Botschaft des Propheten Daniel. 1937
- Das ist's was der Prophet Amos gesehen hat, 1939
- Habakuk rechtet mit Gott, 1940
- Andachten für alle Tage des Jahres, 1941
- Johannes. Das vierte Evangelium, Predigten «am Rande des Kraters», 1942
- Die Bauleute Gottes. Nehemia, der Prophet im Kampf um den Bau der Stadt, 1945
- Maleachi antwortet den Verzagten, 1948
- Die Zehn Gebote Gottes, 1950
- Der Prediger Salomo lebt das Leben, 1952
- Der Römerbrief, 1955
- Was die Welt zusammenhält. Zeitbilder und Ausblicke, 1957
- Die Apostelgeschichte, 1958
- Der Apostel. Der zweite Korintherbrief, 1960
- Die Seligpreisungen, 1961
- Das Lukasevangelium (Kapitel 1 bis 10), 1962
- Das Unservater, 1963
- Das erste Buch Samuel, 1964
- Adam. Die Schöpfungsgeschichte (1. Mose 1,1 bis 11,9), 1965
- Abraham (1. Mose 12–24), 1967
- Jakob (1. Mose 25–50), 1968
- Wort zum Werktag. Radiobetrachtungen, 1970